# Suspense
Suspense er en amerikansk stumfilm fra 1913 af Lois Weber og Phillips Smalley.

## Medvirkende
- Lois Weber
- Valentine Paul
- Douglas Gerrard
- Sam Kaufman
- Lon Chaney